# 富士通 A64FX
A64FXは、富士通が設計した64ビットARMアーキテクチャのマイクロプロセッサである。このプロセッサは、富士通のスーパーコンピュータ向けプロセッサとして、SPARC64 VIIIfxに代わるものである。2020年6月現在、TOP500ランキングで世界最速のスーパーコンピュータ「富岳」に搭載されている他、同社のPRIMEHPC FX700や同FX1000として計算サーバを提供している。

## 設計
富士通はARMと共同でこのプロセッサを開発し、512ビットのベクトル実装を備えたARMv8.2-A Scalable Vector Extension SIMD命令セットを使用した初のプロセッサとなる。このプロセッサを使用したプロトタイプのコンピュータは、2019年11月のTop500リストで世界で159番目に速いコンピュータとしてランク付けされた。
このプロセッサは、毎秒256GBの帯域を持つ8GBの容量のHBM2メモリを4つ接続して毎秒1TBの帯域幅を持つ32ギガバイトの主記憶を構成している。プロセッサには、GPGPUやFPGAなどのアクセラレータに接続するためのPCI Express Gen 3レーンを16個搭載している。報告されているトランジスタ数は約87億個である。HBM2のメモリコントローラなどはBroadcomが設計した。CPUチップとHBM2の統合は、TSMCのパッケージ技術「CoWoS」が用いられた。
各CPUは「ノード」として構築された48個のコアを内蔵している（CPU内部はメモリとの接続に関係してそれぞれ12コアからなる4つのコアメモリグループCMGに分かれて構成されている）。富岳ノードには4個の「アシスタントコア」を搭載しているが、富士通は0個または2個のアシスタントコアを搭載した低スペック機を生産するとしている。

## 実装
富士通は富岳のためにA64FXを設計した。2020年6月現在、富岳はTOP500のランキングで世界最速のスーパーコンピュータである。富士通は、A64FXプロセッサを搭載した小型機を販売する意向である。Anandtechは、2020年6月に、A64FXノードを2基搭載したPRIMEHPC FX700サーバーのコストは¥4,155,330 (c. US$39,000) であると報告している。
CrayはA64FXを使ったスーパーコンピュータApollo 80システムを開発し販売している。Isambard 2 スーパーコンピュータは、ブリストル大学を中心に、富士通のプロセッサを使用して英国気象庁を含む英国のコンソーシアムのために構築されている。これは、別のARMアーキテクチャのマイクロプロセッサであるMarvell ThunderX2で構築されたIsambardスーパーコンピュータのアップグレードである。